# Saint-Martin-de-Nigelles

Saint-Martin-de-Nigelles este o comună în departamentul Eure-et-Loir, Franța. În 1 ianuarie 2022 avea o populație de 1.581 de locuitori.